# Equilibrio (biologia)

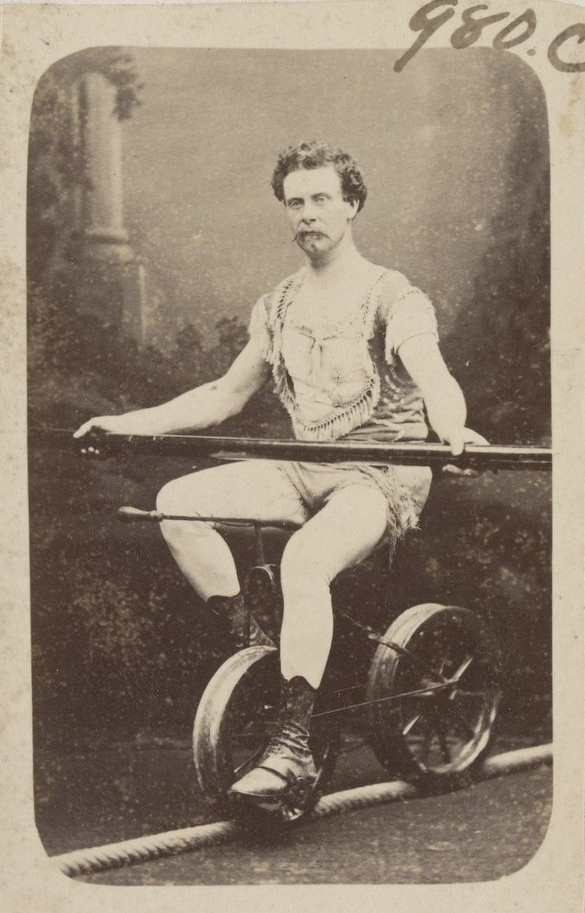
Equilibrista in bicicletta

L'equilibrio in biologia è la capacità di percepire e adattare il movimento del corpo rispetto alla forza di gravità e altre forze esterne.

## Descrizione

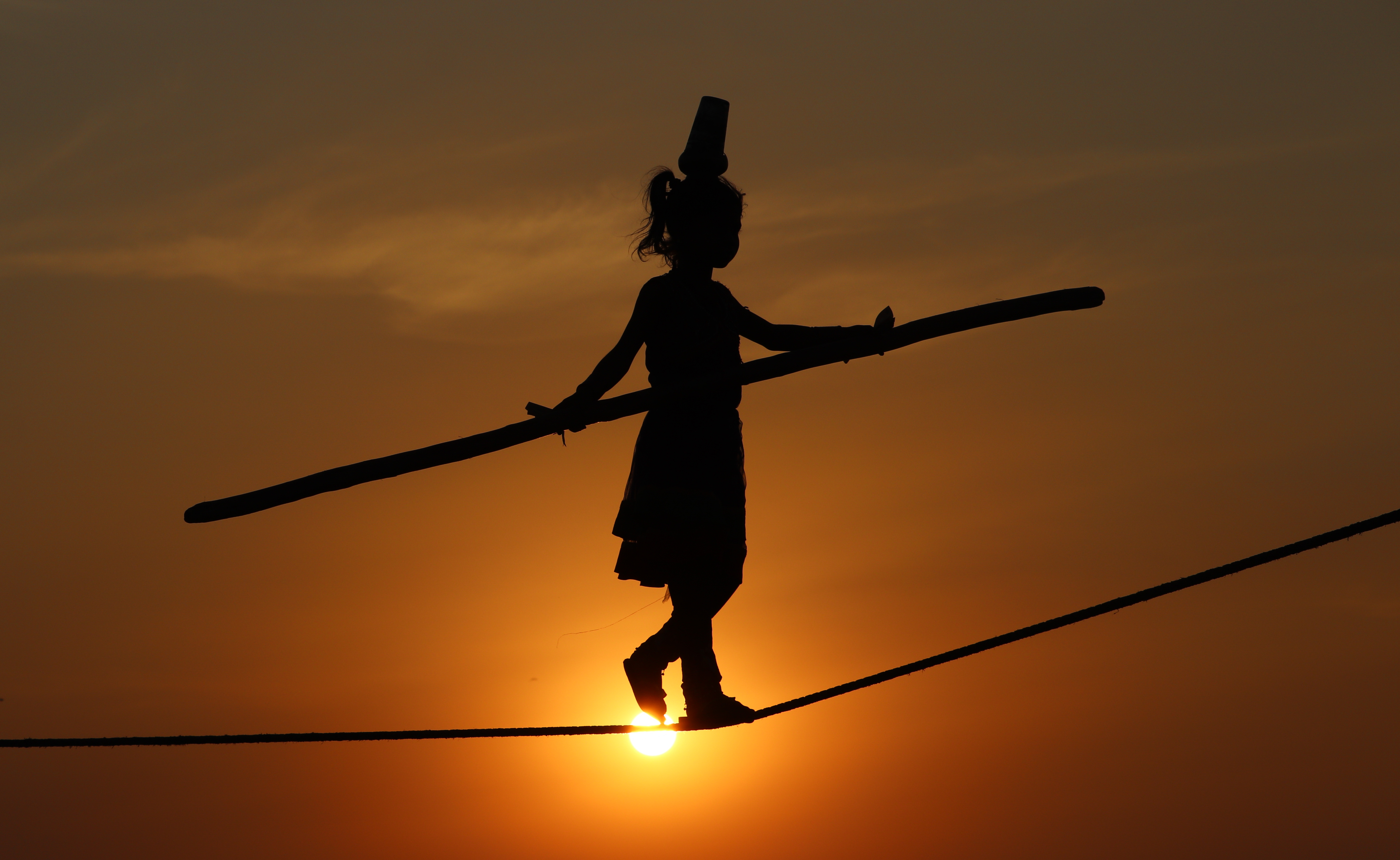
Ragazza funambola che si esibisce nell'antica arte popolare indiana detta Baunsa Rani (Regina del bambù)

L'organo dell'equilibrio è il labirinto vestibolare, che si trova nell'orecchio interno, ed è costituito da due tipi di recettori: 
- recettori maculari, che percepiscono la posizione della testa rispetto all'asse della verticalità, collegata all'interazione gravitazionale;
- recettori ampollari, che informano sui movimenti angolari della testa.[1]

Ogni variazione del baricentro del corpo induce questi recettori a stimolare una compensazione che ripristini lo stato di equilibrio.
Si possono avere in particolare due forme di equilibrio: statico, se mirante al mantenimento di una postura stabile; dinamico, se occorre adattarlo all'esecuzione di un movimento. Età, esperienze o malfunzionamenti dell'apparato uditivo o neurosensoriale possono influire sulle abilità dell'organismo di raggiungere questi due tipi di equilibrio.
Clinicamente, l'equilibrio può essere valutato con test funzionali (uno dei più noti è il test di Romberg) o attraverso tecniche computerizzate (posturografia).